# Monte Ghiffi
Il Monte Ghiffi è una montagna di 1238 m s.l.m. situata nell'Appennino ligure.

## Descrizione

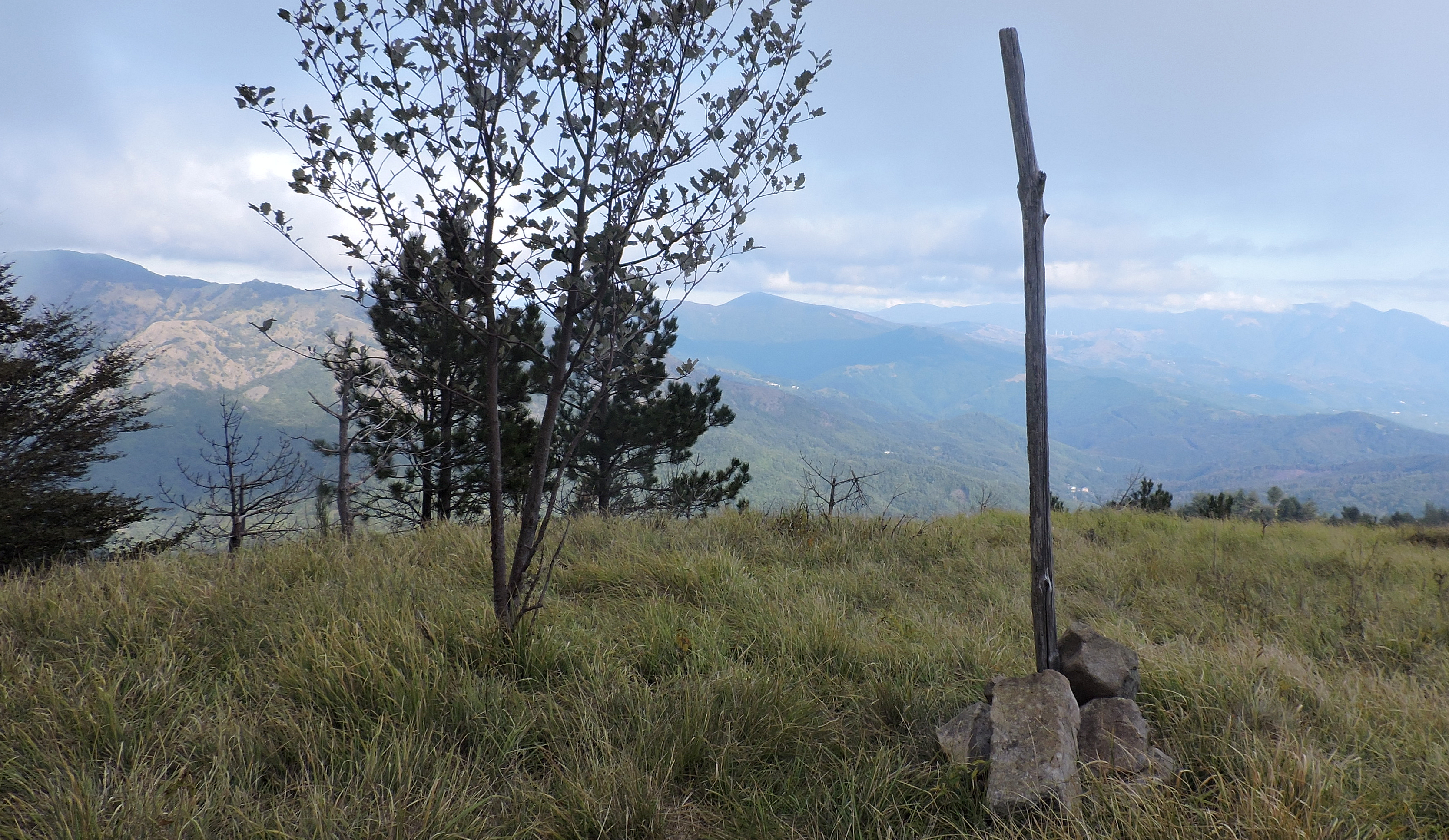
La cima del monte

Il monte Ghiffi sovrasta la valle del Taro, al confine tra le regioni della Liguria e dell'Emilia-Romagna. Sulla vetta si trova un ometto in pietrame.
Il versante ovest del monte è occupato da una fitto bosco di conifere mentre quello occidentale è principalmente prativo.

## Accesso alla vetta
La montagna può essere raggiunta con una breve digressione staccandosi dalla tappa numero 34 dell'Alta Via dei Monti Liguri Passo della Spingarda - Passo del Bocco.

## Tutela della natura
Il versante ligure del monte appartiene al Parco naturale regionale dell'Aveto